# Penstemon ovatus
Penstemon ovatus är en grobladsväxtart som beskrevs av David Douglas. Penstemon ovatus ingår i släktet penstemoner, och familjen grobladsväxter. Inga underarter finns listade i Catalogue of Life.

## Bildgalleri

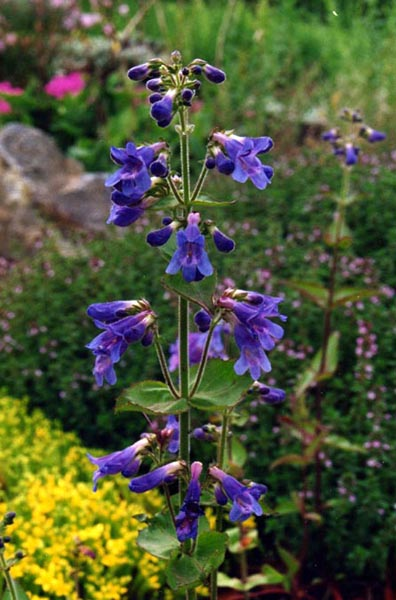
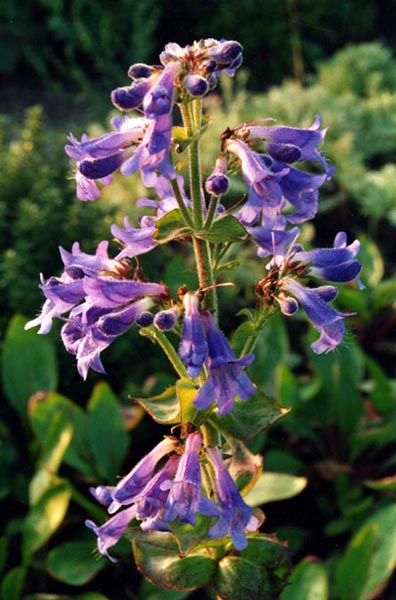
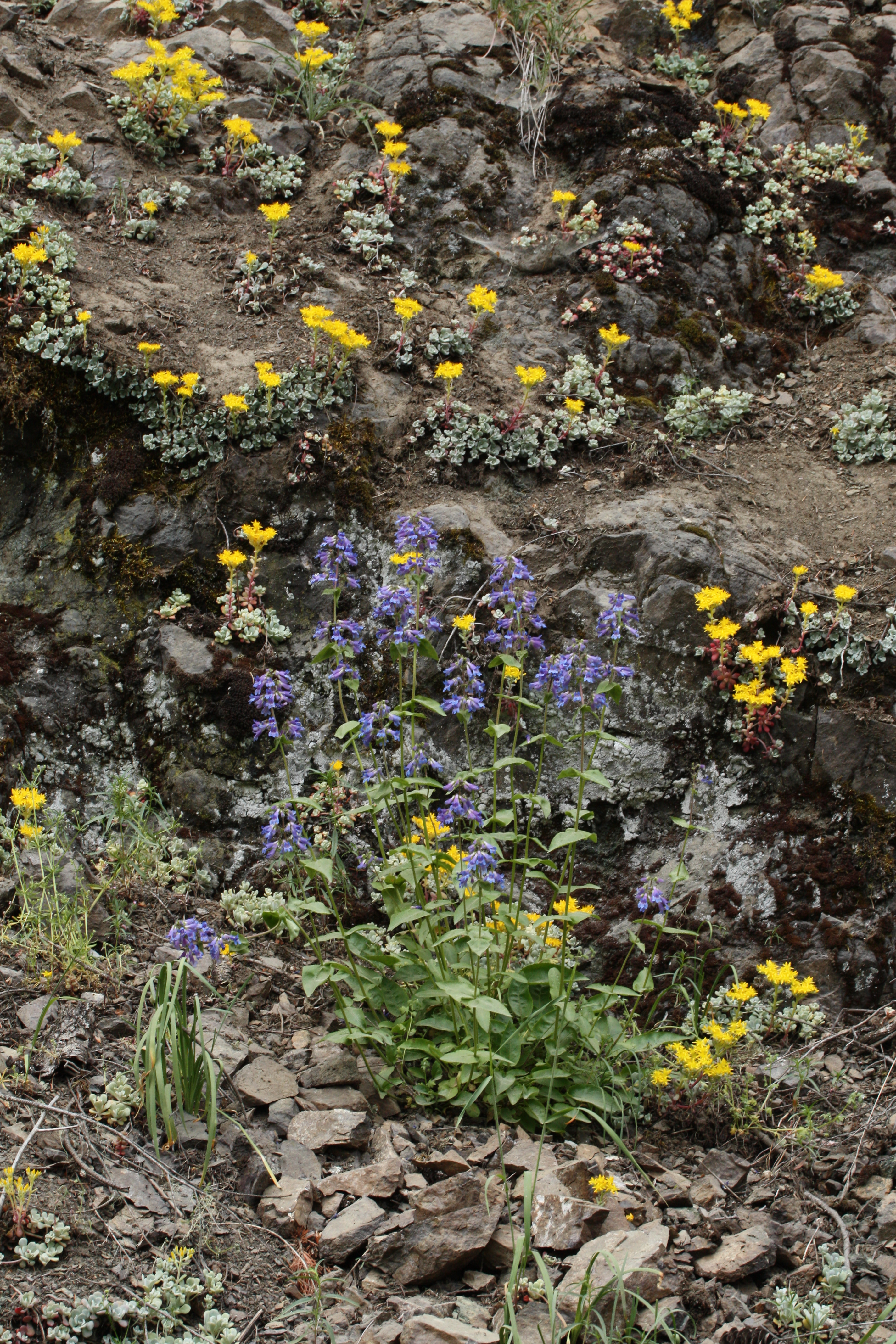
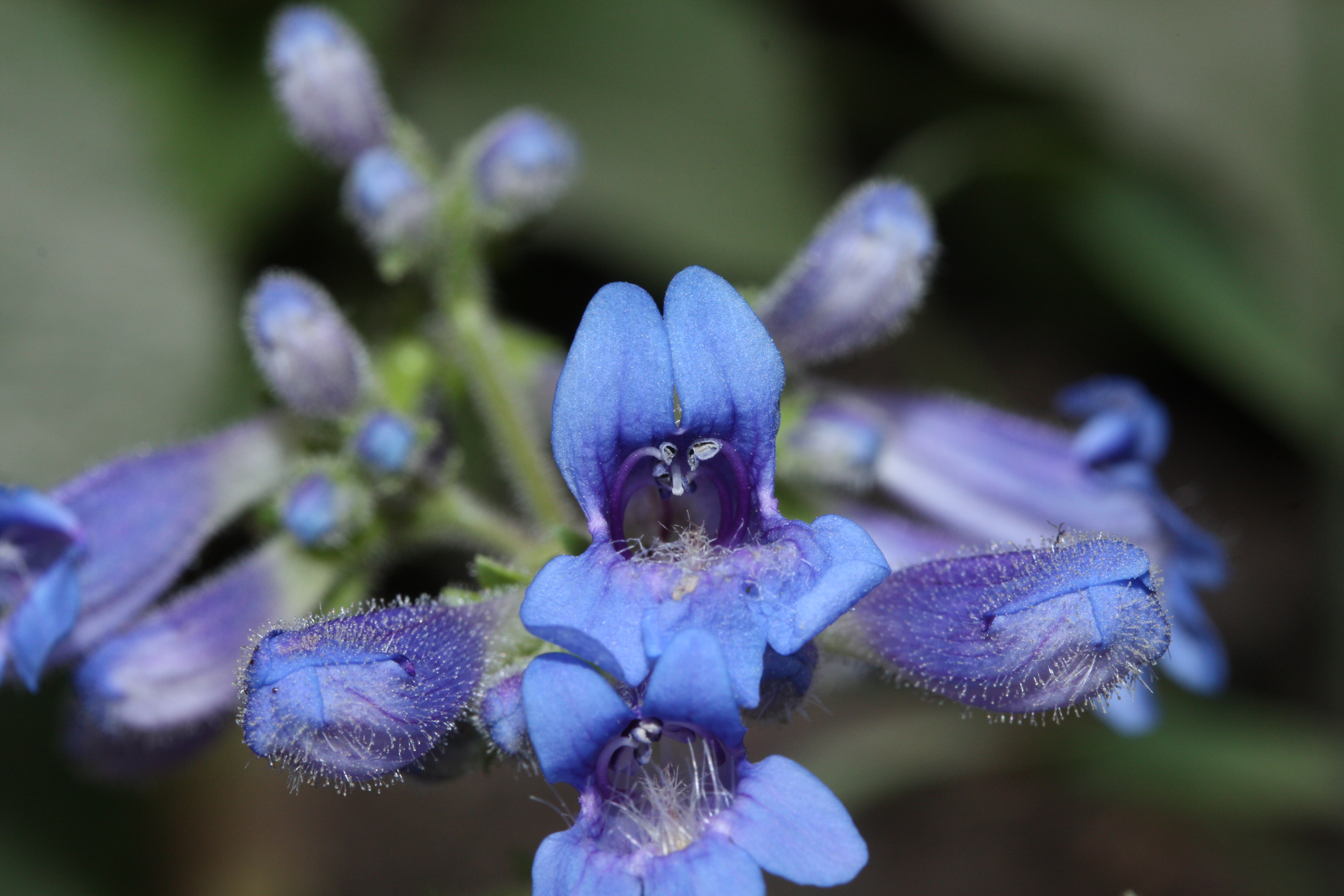
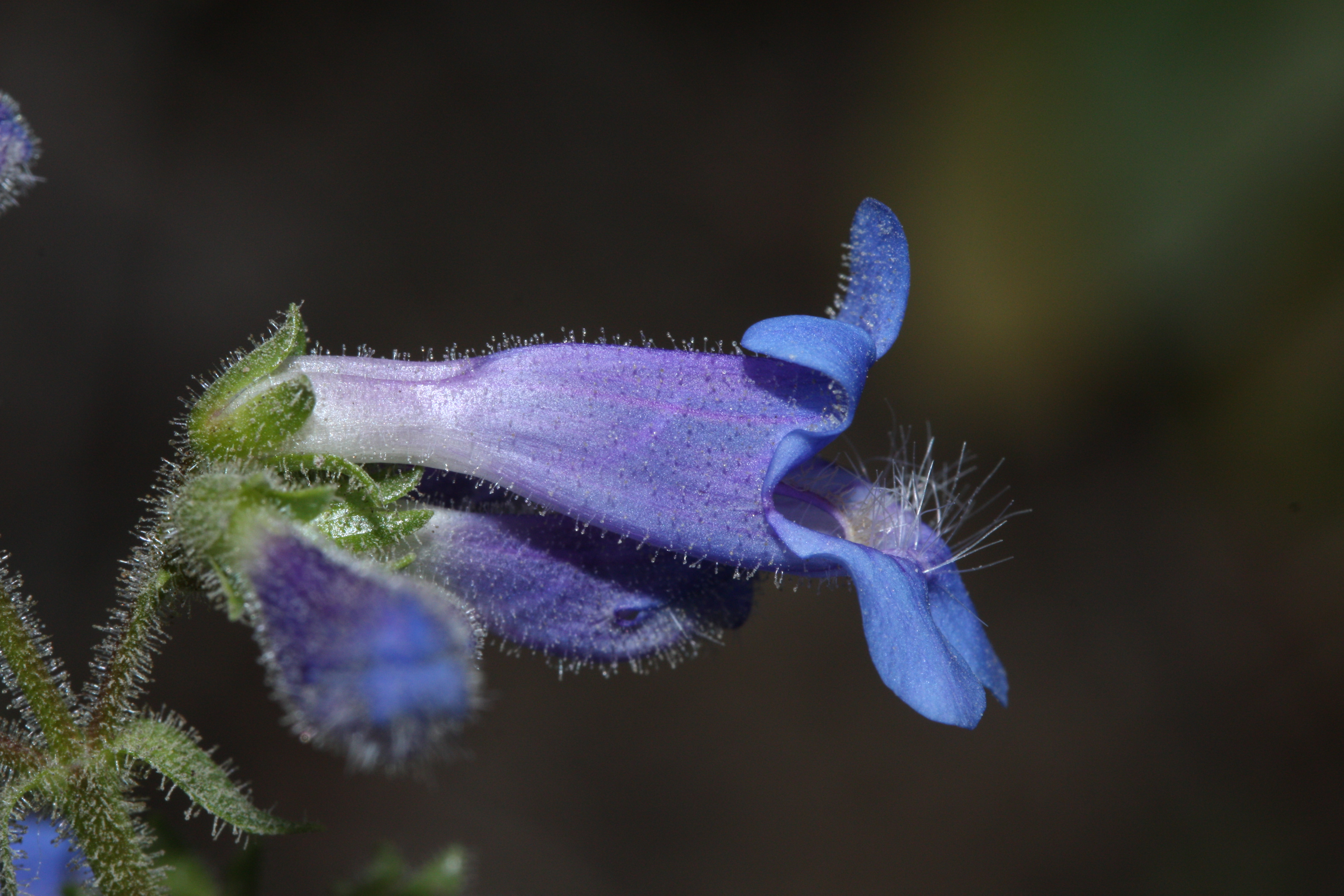
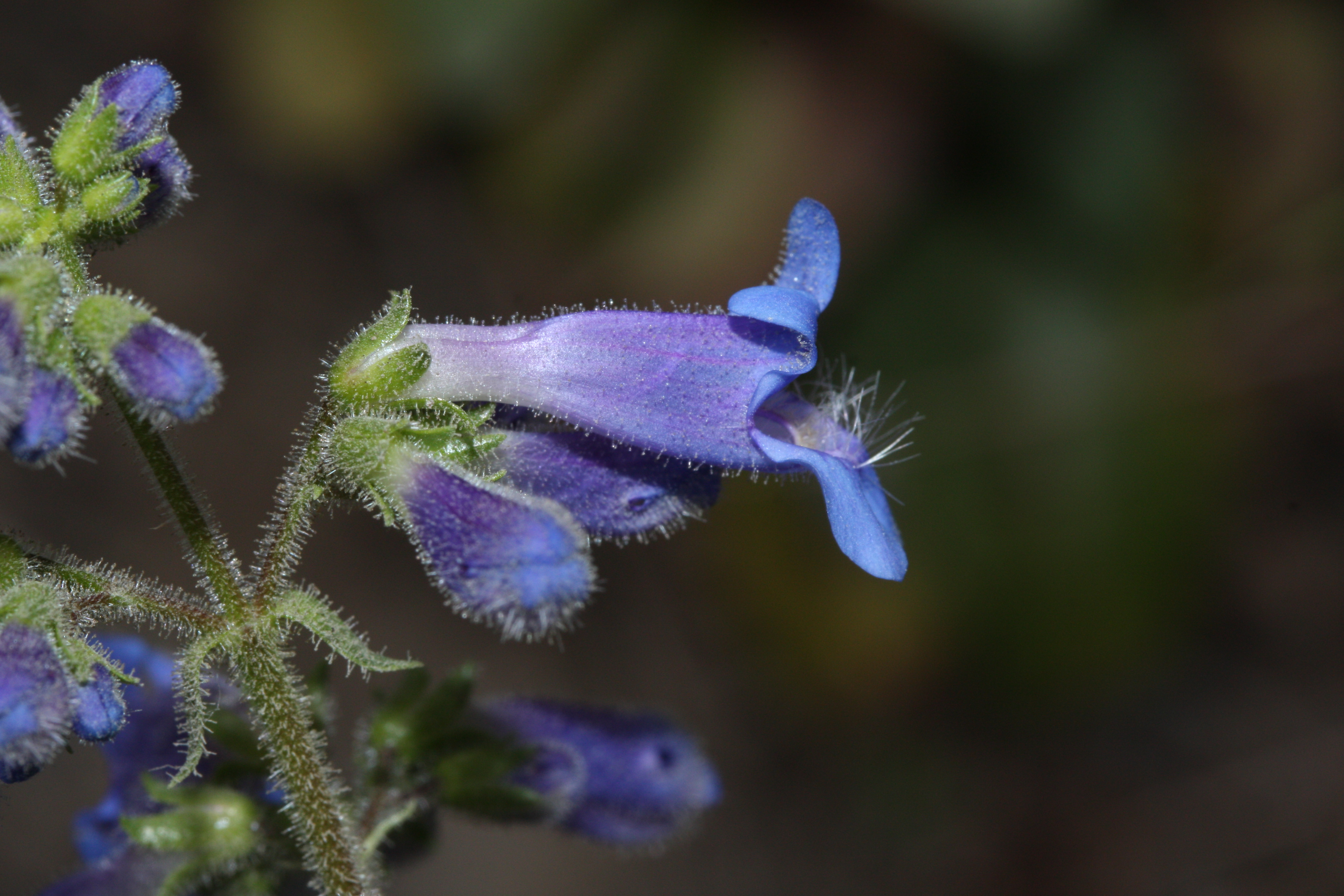